# Mešita Hazrat Sultan
Mešita Hazrat Sultan se nachází v Astaně, v hlavním městě Kazachstánu. Jedná se o největší mešitu v centrální Asii.

## Stavba
Po návrhu kazachstánského prezidenta Nursultana Nazarbajeva byla mešita pojmenována Hazrat Sultan, což v překladu znamená Svatý sultán. Také je známo, že pseudonym Hazrat Sultan je epitet sufího Ahmeda Yasavi, jehož mauzoleum se nachází v Turkestánu.
Stavba mešity začala v červnu roku 2009. V jednu chvíli na ní pracovalo 1000–1500 dělníků. Mešita byla slavnostně otevřena veřejnosti dne 6. července 2012 ve 12:30 a zařadila se k nejvýznamnějším stavbám hlavního města.

## Přehled
Budova byla vystavěna v klasickém islámském stylu spolu s kazašskými ornamenty. Nachází se na pravém břehu řeky Yesil a přiléhá k Paláci míru a harmonie na Náměstí nezávislosti. Budova dokáže pojmout až 5 tisíc věřících, během svátků i 10 tisíc. Areál mešity zaujímá více než 11 hektarů plochy a samotná stavba měří 17,7 tisíc metrů čtverečních. Největší dóm měří na výšku 51 metrů a na šířku 28,1 metru. Kolem mešity se tyčí 4 minarety o výšce 77 metrů a nachází se v rozích mešity. Chrám je postaven tak, aby se při modlení mohli věří obrátit k Mekce. Mimo jiné se zde nachází sály po koupelový rituál, svatby, veřejné čtení Koránu a výukové skupiny.